# KFC '71
Le KFC'71 est un club de football féminin néerlandais. Fondé en 1971, il arrête ses activités en 2010 à cause de problèmes financiers.

## Palmarès
- Championnat des Pays-Bas (2) : 1986, 1989
- Coupe des Pays-Bas (3) : 1987, 1990, 1991